# Смол Хендс
Арон Томпсон (енгл. Aaron Thompson; 25. јун 1982), познатији под уметничким именом Смол Хендс (енгл. Small Hands) амерички је порнографски глумац.

## Приватни живот
У браку је са порнографском глумицом Џоаном Ејнџел од 2016 године.
Још од детињства је приметио да су му стопала и шаке мале, па је тако дошао до идеје за своје уметничко име (Смол Хендс на енглеском језику значи „мале шаке”).

## Награде
Награда AVN
- Најбољи споредни глумац (2018)
- Најбољи мушки извођач године (2020, 2021)

Награда XBIZ
- Најбољи мушки извођач године (2018)
- Најбољи споредни глумац (2018)
- Најбоља сцена — сва секс издања (2018)
- Најбоља сцена — играни филм (2019)
- Најбоља сцена — комедија/пародија (2019, 2020)
- Најбоља сцена — издања са паровима (2020)